# Tercer gobierno de Hugo Chávez
El tercer gobierno de Hugo Chávez (2007-2013) inició el 10 de enero de 2007, juramentándose en el Capitolio Federal como presidente reelecto del país con su nuevo Partido Socialista Unido de Venezuela (PSUV), que provenía del Movimiento V República y concluyó con su muerte en 2013, convirtiéndose en el quinto presidente en morir en el cargo, tras Carlos Delgado Chalbaud.
Igual que en la última parte de su segundo gobierno, a nivel legislativo, Chávez tuvo al principio la mayoría de los escaños en la Asamblea (pues la oposición a su gobierno se abstuvo de participar en las elecciones legislativas tras haber denunciado fraude en el referéndum revocatorio contra su gobierno en 2004; sin embargo, en las elecciones siguientes sí participó, ganando una minoría sólida).
La política judicial del tercer gobierno de Chávez fue criticada por la Comisión Interamericana de Derechos Humanos tras el caso de la detención de la jueza María Lourdes Afiuni. En política de defensa se creó la Milicia Bolivariana, un cuerpo cívico-militar. A nivel económico se pagó la deuda con el Fondo Monetario Internacional (FMI) en 2007 y se reconvirtió la moneda nacional al Bolívar fuerte en 2008. En política energética, el gobierno compró el 92,98% de las acciones de La Electricidad de Caracas (EDC), empresa privada que surtía de electricidad a la capital, a través de una Oferta Pública de Adquisición (que involucró un acuerdo de compra-venta del 82,14% accionarial que controlaba la estadounidense AES por 739,26 millones de dólares).
Respecto a su política electoral, Chávez despojó en 2009 a su opositor Antonio Ledezma de su mandato constitucional como alcalde del municipio Libertador, impulsando una ley para facultar a otra persona con las competencias, los bienes y el presupuesto de la alcaldía, tras perder la alcaldía del municipio Libertador de Caracas, la más grande de la capital y la única que gobernaba el chavismo. La política social incluyó el cambio del huso horario del país en 2007, atrasándolo media hora.
La política en medios de comunicación de Chávez incluyó la nacionalización de la empresa CANTV, la mayor telefónica del país y su filial de telefonía celular, Movilnet (hasta ese momento controladas por la empresa estadounidense Verizon; el precio acordado fue de unos 572 millones de dólares) y decidió no renovar la concesión del canal 2 Radio Caracas Televisión (RCTV) el 27 de mayo de 2007, que desde entonces sólo puede transmitir por cable, lo que conllevó a diversas manifestaciones populares, mayormente de estudiantes universitarios y periodistas opositores, quienes no estuvieron de acuerdo. También ocurrió el Radiocidio en 2009.
A nivel de política exterior, Venezuela rompió relaciones con Israel en 2009 y con Colombia brevemente en 2010 por hechos relacionados con el Acuerdo humanitario, tras la aceptación de Chávez de mediar en la Operación Emmanuel, entró en el Mercosur y salió de la Comisión Interamericana de Derechos Humanos. En la XVII Cumbre Iberoamericana ocurrió el famoso incidente del «¿Por qué no te callas?» que causó roces diplomáticos con España. También causó controversia el Caso Antonini Wilson con Argentina.
A nivel ideológico, Chávez declaró ante la Asamblea Nacional en 2007 que llevaría a Venezuela hacia el denominado socialismo del siglo XXI, lanzando la frase «Patria, socialismo o muerte», y luego declaró en el mismo lugar en 2009: «Por primera vez asumo el marxismo» tras once años de gobierno y haberlo negado antes, suscribiendo también, según él, al cristianismo, bolivarianismo, martianismo, sucrismo y al mirandismo.
Desde el Golpe de Estado en Venezuela de 2002, Chávez denunció continuamente supuestos intentos de asesinato y conspiraciones en su contra, aunque sin llegar a presentar pruebas.

## Política nacional

### Política legislativa

#### Propuesta de reforma constitucional

Composición de la Asamblea Nacional (2005-2010): en rojo el MVR, partido oficialista.

Hugo Chávez presentó una propuesta de reforma de la Constitución que presenta a la Asamblea Nacional y que es aprobada en tres secciones. Luego la Asamblea Nacional presentó al Consejo Nacional Electoral el proyecto de la reforma constitucional que convocó ese organismo para el 2 de diciembre de 2007; fue votada en dos bloques, el A y el B.

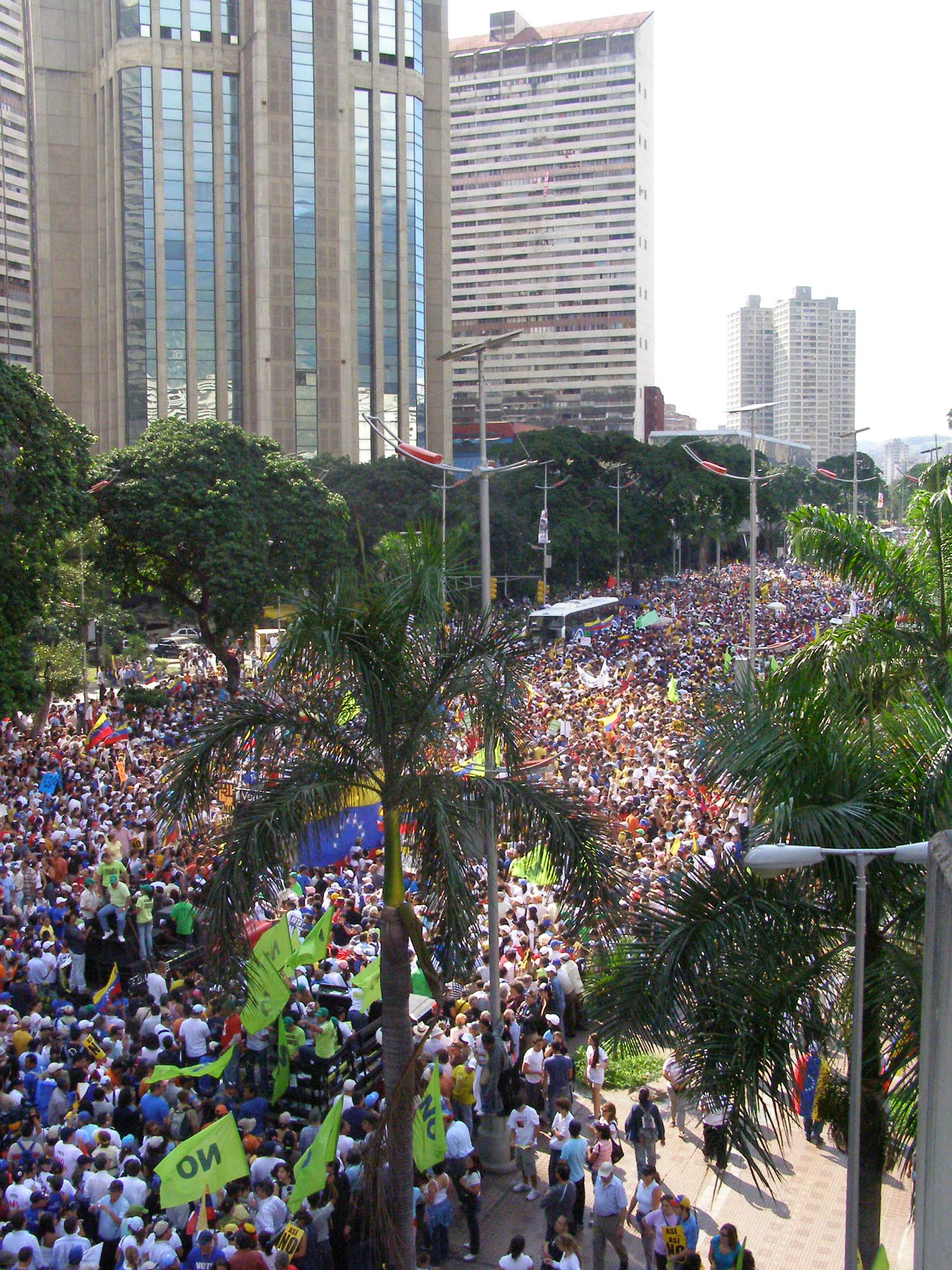
Cientos de miles de venezolanos durante las protestas venezolanas de 2007 que se manifestaron contra el referéndum constitucional propuesto por Chávez.

Finalmente la reforma no fue aprobada por estrecho margen. Chávez reconoció y felicitó la victoria de la oposición a la 1:30 de la mañana del 3 de diciembre de 2007. Ante el surgimiento de informaciones que indicaban que Chávez había reconocido su derrota por presiones del sector militar, el presidente venezolano, acompañado por el alto mando militar, dijo a la oposición:

Sepan administrar su victoria, porque ya la están llenando de mierda, es una victoria de mierda y la nuestra, llámenla derrota, pero es de coraje.
Hugo Chávez

Además, haciendo alusión al estrecho porcentaje de ganancia del NO 1,41 (NO:50.7%, SI:49.29%) y 2,11 (NO:51.05% SI:48.94%) en el bloque A y B respectivamente, Chávez calificó a la primera victoria opositora como una "victoria pírrica", afirmando que "no la hubiera querido" para sí, y advirtiendo "midan bien matemáticamente la victoria". A pesar de que la oposición ha considerado su propia victoria como un gran paso hacia la salida democrática de Chávez del poder, algunas personas afectas al gobierno consideran esta una pequeña batalla. Varios países se pronunciaron al respecto en diversos sentidos.

#### Referéndum constitucional de 2009

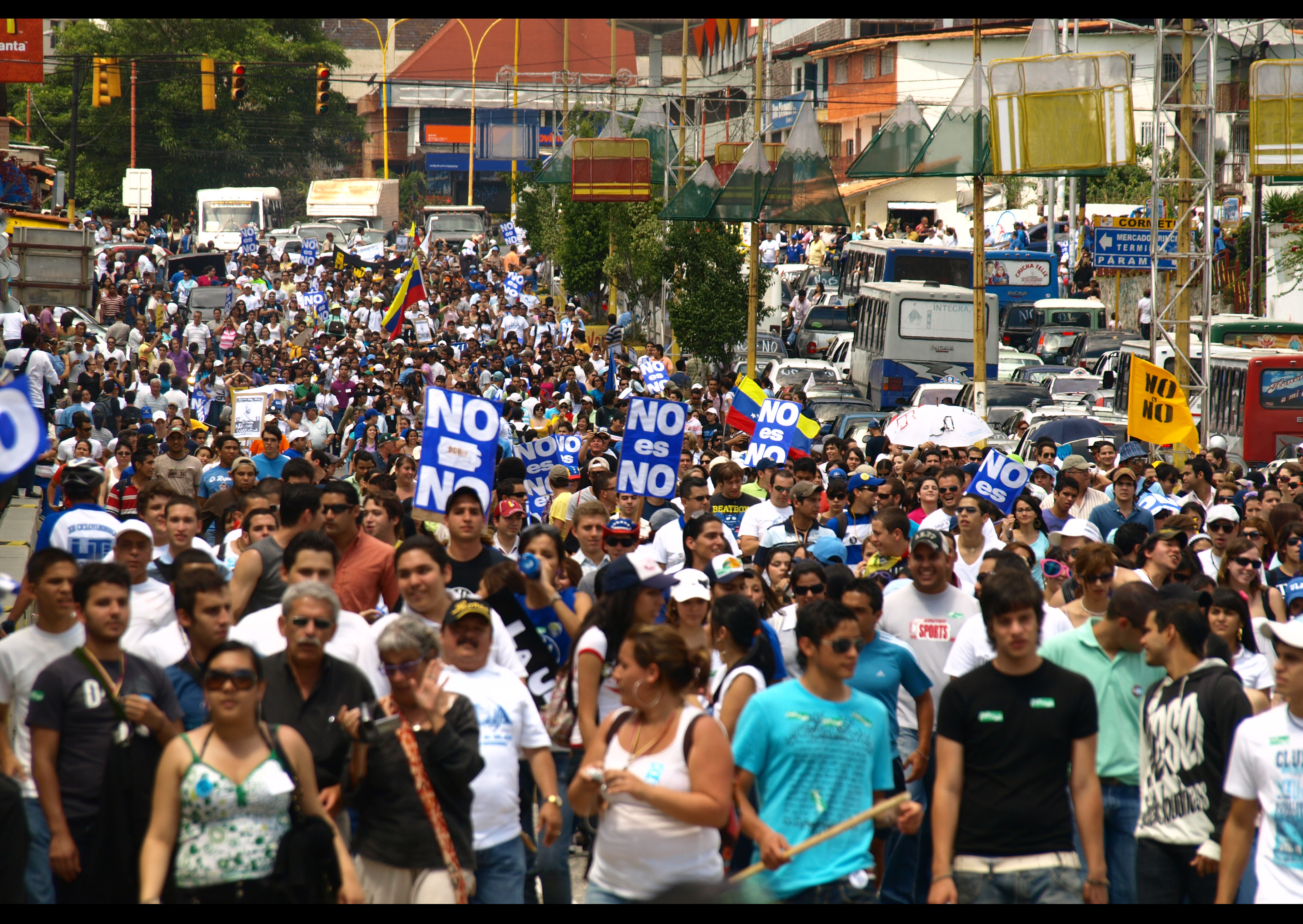
Marcha estudiantil en contra de la enmienda constitucional en Mérida.

La Constitución venezolana vigente fue impulsada por Hugo Chávez y aprobada a través de un referéndum en 1999, Chávez propuso en diciembre de 2008 un nuevo referéndum con el objetivo de mediante una enmienda a la constitución levantar el límite al número de reelecciones presidenciales, así como el 5 de enero de 2009, decidió incluir también a gobernadores, legisladores regionales alcaldes, diputados y cualquier otro cargo de elección popular..
El referéndum se realizó el 15 de febrero de 2009, Según el boletín emitido por el CNE el 17 de febrero de 2009 el Sí a la propuesta de enmienda alcanzó 6.319.636 votos (54,86%) y el No 5.198.006 votos (45,13%), con el 99,75% de actas transmitidas y una abstención de 30,08%. El movimiento estudiantil opositor y diversos partidos de la oposición reconocieron los resultados del CNE, sin embargo denunciaron un supuesto ventajismo de las fuerzas que apoyaban el Sí.

### Política judicial

#### Caso de la Jueza Afiuni
María Lourdes Afiuni fue detenida el 17 de diciembre de 2009 sin orden judicial, sin que se le informara el motivo de la detención ni la autoridad que la había ordenado. Fue llevada al Instituto Nacional de Orientación Femenina (INOF), una cárcel de mujeres ubicado en Los Teques, estado Miranda. En enero de 2010, la fiscalía presentó cargos oficiales contra Afiuni por presuntas irregularidades en la liberación de Eligio Cedeño. En febrero de 2011, se le concedió el arresto domiciliario por problemas de salud. Afiuni fue puesta en libertad condicional el 14 de junio de 2013, pero se mantuvo en el juicio. 
El 11 de diciembre, Chávez pidió 30 años de prisión para la jueza, en cadena de radio y televisión, por “facilitar la fuga” de Cedeño, ya que el banquero huyó del país al ser liberado. La Comisión Interamericana de Derechos Humanos criticó la detención de Afiuni, el 26 de febrero de 2010 Chávez anuncia la salida de Venezuela de esa institución.

### Política de defensa
En 2009 se aprobó la Ley de Reforma Parcial de la Ley de Conscripción y Alistamiento Militar que modificaba a la ley vigente desde 1978. La ley establecía que todos los venezolanos y entes públicos y privados debían estar inscritos de forma obligatoria en el registro militar y que el servicio militar era de carácter obligatorio. Las disposiciones de la ley con respecto a los excepciones, sanciones y mecanismos de reclutamiento eran similares a la ley anterior. Entre una de las modificaciones destacadas era que las mujeres deberían prestar el servicio de forma obligatoria al igual que los hombres.
Existieron denuncias de que esta ley entraba en conflicto con la constitución debido a que en ella se establecía que el servicio podría ser civil o militar, mientras que en la ley decía que el servicio militar era obligatorio. Luego de la reforma de la ley se dio un plazo para que todos los venezolanos se inscribieran en el registro militar, pero, según autores, el bajo número de inscritos provocó que en 2010 se reformara la ley para eliminar el plazo. Aunque en años posteriores no se convocaron procesos de alistamiento general debido a la cantidad de personas que se inscribieron de forma voluntaria.ˈ
En 2009 se creó la Milicia Bolivariana, un cuerpo cívico-militar.

### Política económica

#### Crecimiento de la deuda pública
Al iniciar el nuevo periodo presidencial en marzo de 2007 la Deuda pública venezolana se aproximaba a 74.2 mil millones de dólares, un reportaje del día 22 de abril, se lee: “La deuda pública de Venezuela se duplicó durante los últimos ocho años (1999-2007), en los que Hugo Chávez ha sido el presidente de la República, pasando de 36.860 millones de dólares en 1998 a 74.240 millones de dólares en marzo de 2007” Durante marzo de 2009 la Asamblea Nacional bajo la presidencia de Cilia Flores compuesta con una mayoría oficialista aprueba la reforma especial de ley de administración financiera del sector público y la Ley especial de endeudamiento complementaria según GACETA OFICIAL N.º 39.147 que dará inicio a una serie de modificaciones y permitió que el gobierno gestione un acelerado endeudamiento permitiendo que la deuda externa se quintuplique en Venezuela en pocos años. Para el año 2012 la deuda pública externa sin incluir deuda comercial, la deuda con proveedores de PDVSA, y otras obligaciones externas contingentes, sumaban ya 113 mil millones de US$. La deuda se había multiplicado por 4 en sólo 6 años, En 2013 la deuda pública venezolana estaba en 118.75 mil millones de dólares, así recibía Nicolás Maduro.
A fines de marzo el gobierno emite bonos de endeudamiento luego de la modificación de la ley. Animado por la bonanza petrolera de los altos precios, entre emisión de bonos y compromisos adquirido con China, Brasil y Rusia a través de los convenios bilaterales. Chávez negoció con China préstamos con pagos a futuro de Petróleo y hierro, comprometiendo los ingresos de la producción de los siguientes años. Logró un préstamo en diciembre de 2009 de 1,000 millones de dólares por la entrega de 42,96 millones de toneladas de mineral de hierro a la empresa siderúrgica china Wuhan Iron and Steel Corporation (Wisco) en un plazo de ocho años, En abril de 2010 China ofreció un crédito de US $ 20.000 millones de dólares mientras concretaban con la firma de seis acuerdos en el sector energía eléctrica y uno en extracción de petróleo, el crédito sería a largo plazo, para proyectos en obras de infraestructura, para agricultura, energía, acero, petróleo y gas, con el compromiso de entregar 460,000 bpd de petróleo. En agosto de ese año se otorgó la primera parte del crédito por US $ 5.000 millones de dólares
Esta reforma permitió que el gobierno para el año 2012 su deuda externa ascendiera cercana a los 119 mil millones de dólares con la emisión de nuevos bonos Soberanos, bonos de PDVSA, bonos ELECAR, los bonos del Sur y los convenios bilaterales de endeudamiento con China y Rusia. Deuda que ha traído como consecuencia el default del país en el 2017 y la hiperinflación.

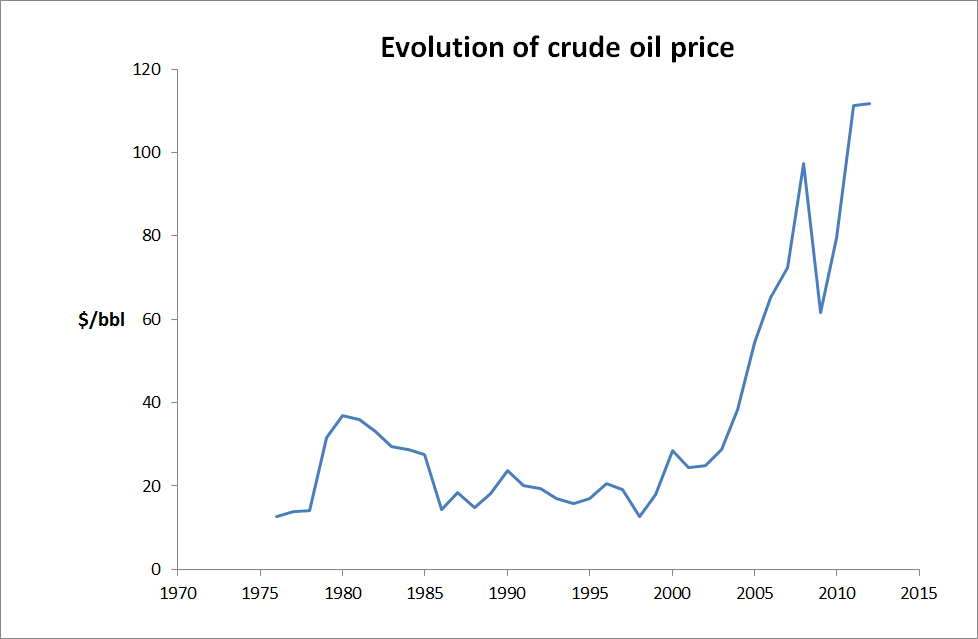
Precios históricos del crudo, incluido el período de la administración Chávez (1998–2013).

#### Pago de la deuda al FMI
Para abril de 2007 el gobierno de Hugo Chávez decidió adelantar la cancelación de la deuda que tenía con el FMI de 3.3 mil millones de dólares que vencería en 2012 y según el ministro de Finanzas Rodrigo Cabezas se ahorrarían unos 8 millones de dólares. A su vez, esto llevaría a una menor injerencia y control en el manejo de la economía del país por parte de estas instituciones. Debido a que la deuda pública se había duplicado desde que Hugo Chávez llegó al poder en 1999.
Domingo Maza Zabala, quien fue uno de los directores del Banco Central de Venezuela, expresó para ese momento que la deuda pública venezolana estaba alrededor de los 60 mil millones de dólares, mientras que para inicios de 1999 la deuda pública no pasaba los 28 mil millones de dólares, en realidad se pagó una vigésima parte de la deuda pública.

#### Crisis económica del 2007
El FONDEN después de creada en julio de 2005 por el gobierno de Hugo Chávez para recibir parte de los ingresos de la ventas producto de las exportaciones del petróleo, sin un control por parte de la asamblea Nacional, creada fuera del control de la Constitución Nacional provocó en los siguientes años una caída en las Reservas Nacionales, para que Chávez justificara "Lo que ha pasado es como que yo tuviera 500 bolívares en un bolsillo y yo me pase 200 al otro bolsillo" La reforma que Chávez promovió en julio de 2005 en la ley que gobierna el BCV. Por un lado, esta reforma permitió que el gobierno se apoderara de una cuantía significativa de las reservas internacionales, que fueron gradualmente traspasadas a un fondo para las inversiones del sector público (FONDEN). Así, entre los años 2005 y 2013, el BCV traspasó al FONDEN cerca de 53.500 millones de dólares de sus reservas internacionales.

#### Venta de refinerías de asfalto propiedad de Citgo en 2007
En noviembre de 2007, Hugo Chávez y Rafael Ramírez Carreño participan al país sobre la venta de la refinería de asfalto Paulsboro (Nueva Jersey) y la refinería de asfalto Savannah (Georgia) a la empresa NuStar Asphalt Refining LLC así como una terminal ubicada en Wilmington la venta fue por $450 MM US dólares más un fondo de operaciones equivalente a $100 MM dólares estadounidenses.

#### Expropiación de empresas nacionales y extranjeras
En enero de 2007, el presidente Hugo Chávez anunció la intención de su gobierno de nacionalizar compañías de electricidad y telefonía, y tomar el control de varios proyectos petroleros que tenían inversiones extranjeras importantes. Entre los ejemplos notorios están los de CANTV, la compañía de telecomunicaciones más grande de Venezuela, y La Electricidad de Caracas, la compañía de electricidad más grande que cotizaba en bolsa. Otro caso emblemático es el de la expropiación de la planta de arroz propiedad de Cargill. La empresa "Lácteos Los Andes" fue expropiada en marzo del 2008 para garantizar la "soberanía alimentaria".

La producción de acero de Sidor de 2007 a 2016. Los datos provienen de las Memorias 2011 y 2015 del Ministerio del Poder Popular para Industrias de Venezuela. Los datos para 2016 del Correo del Caroní (22. Jan. 2017).

El 3 de abril de 2008 Chávez anuncia que nacionalizará "toda la industria cementera" del país, el 9 de abril ordena la nacionalización de la siderúrgica SIDOR, en agosto el Gobierno acuerda comprar la cementera francesa Lafarge y la suiza Holcim (por 552 millones de dólares y 267 millones, respectivamente) y expropia la filial de la mexicana Cemex con quien aún no se ha llegado a un acuerdo. En mayo de 2009 Chávez anuncia la nacionalización de cuatro empresas metalúrgicas, Matesi, Comsigua, Orinoco Iron, Venprecar, y una fabricante de tubos de acero sin costura, con capitales japoneses, mexicanos, europeos y australianos. En octubre de 2010 Chávez ordena la expropiación de la firma Siderúrgica del Turbio (Sidetur), filial del principal grupo siderúrgico privado de Venezuela, Sivensa, y de 6 conjuntos urbanísticos paralizados, así como la "ocupación temporal" de otros 8, la mayoría en el entorno de Caracas.
En noviembre el Gobierno anuncia la nacionalización de la mina de oro "Las Cristinas", explotada desde 2002 por la empresa canadiense Crystallex. en marzo de 2009 Chávez anuncia que la aerolínea Aeropostal, intervenida en noviembre de 2008, se convertirá en empresa de "propiedad social". En junio de 2010 se anunció la "adquisición forzosa" de las empresas Envases Internacional y Aventuy, fabricantes de envases de aluminio y cartón para alimentos, respectivamente. Además, se decretó la expropiación de la Empresa Industria Nacional de Artículos de Ferretería y de nueve comercios, cuatro en Caracas y el resto en el interior del país.
El 8 de diciembre de 2010, el presidente de Venezuela, Hugo Chávez, anunció en cadena de radio y televisión una serie de medidas para enfrentar la emergencia por lluvias en varios estados del país. Dio la orden para iniciar las expropiaciones en el Sur del Lago de Maracaibo, sobre unas 43 fincas que totalizan 20.200 hectáreas en la zona. En septiembre de 2011 la empres Conferry es expropiada. Chávez expropió más de 1.000 empresas productivas entre el 2002 al 2012. La mayoría de las empresas expropiadas bajaron su producción o directamente quebraron.

#### Reconversión monetaria de 2008
El 6 de marzo de 2007 se anuncia la eliminación de tres ceros al cono monetario y la creación de la nueva moneda llamada Bolívar Fuerte, el cual entraría en vigencia el 1 de enero del año 2008, esta sería la primera reconversión monetaria de la historia del país y marcaría el inicio de una inflación imparable en la economía venezolana.

#### Crisis bancaria del 2009
El 31 de julio de 2008 Chávez anuncia que nacionalizará el Banco de Venezuela, filial del banco español Santander. La corrupción produjo una crisis bancaria entre el 2006 y el 2009 originado por la ineficiencia del control cambiario y la ceguera de la Fiscalía y la Contraloría de la república, inicialmente Sudeban impuso varias medidas administrativas al Banco Federal que incluían el no decretar dividendos, ni tomar nuevos fideicomisos, las cuales desatendió la institución bancaria. Incluso, el ente contralor le otorgó una prórroga que la directiva del banco no aprovechó para cumplir estas medidas.
El 20 de noviembre SUDEBAN interviene cuatro bancos: Bolívar Banco, Banco Confederado, BanPro, Banco Canarias de Venezuela a puertas abiertas, porque  habrían incurrido en aumentos de capital sin especificar el origen de los montos El 23 de noviembre es detenido el banquero Ricardo Fernández Barrueco al presentarse voluntariamente a la sede de la Disip. En total fueron 28 los bancos intervenidos de los cuales algunos fueron liquidados y otros fueron fusionados. El Banco Industrial en 2009 fue intervenido a puertas abiertas debido al déficit financiero y alta morosidad en la cartera crediticia, la gestión realizada por el presidente de la Junta Interventora Rodolfo Porro Aletti arrojó buenos resultados y para finales de 2012 el banco se había recuperado satisfactoriamente cerrando sus operaciones en azul por primera vez en 4 años consecutivos con cierres en rojo.

#### Índices económicos

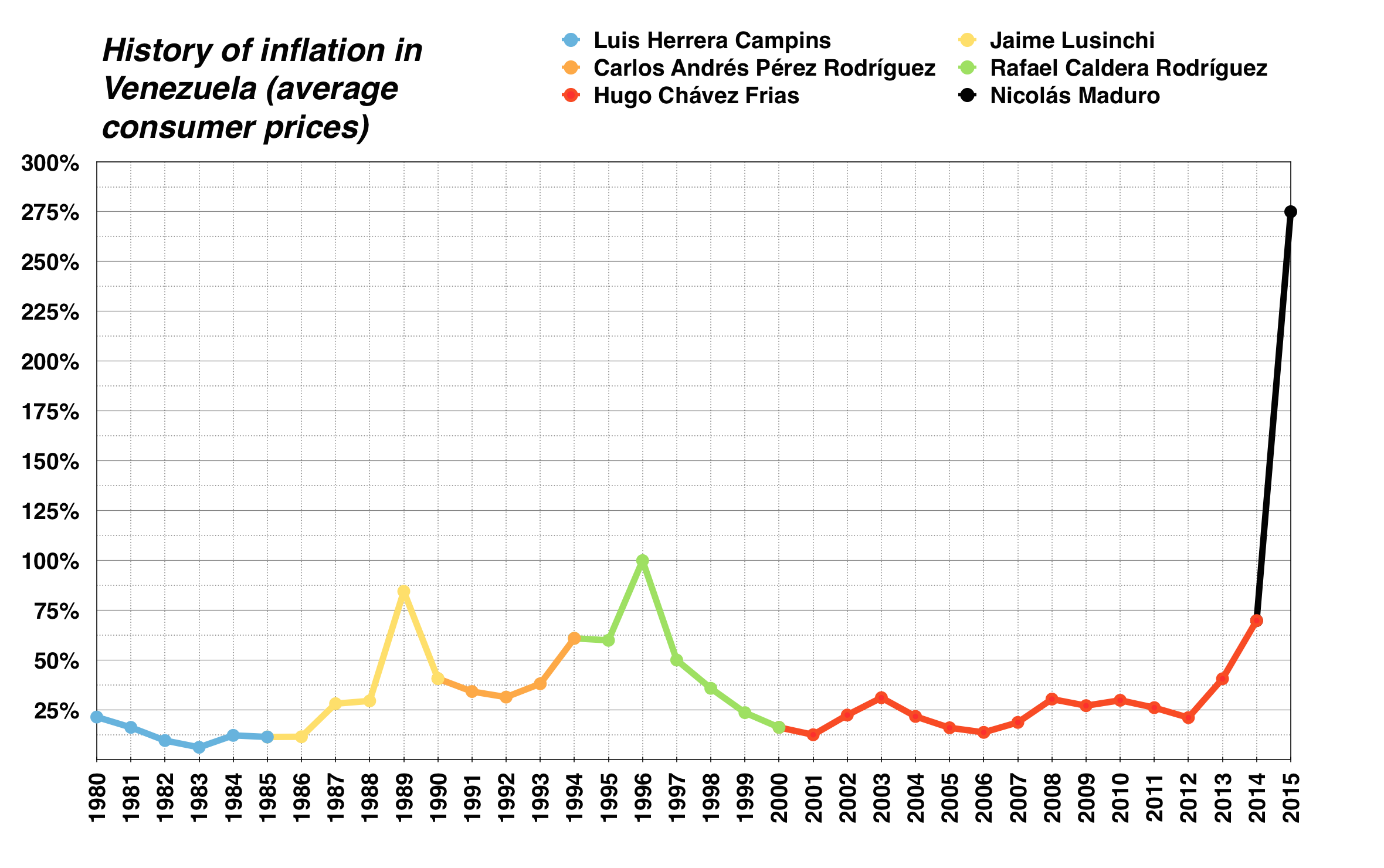
La inflación durante el gobierno de Chávez, en color rojo.

| Inflación | Inflación | Inflación | Inflación | Inflación | Inflación |
| --------- | --------- | --------- | --------- | --------- | --------- |
| 2007      | 2008      | 2009      | 2010      | 2011      | 2012      |
| 18,7%     | 31,4%     | 27,1%     | 28,2%     | 26,1%     | 21,1%     |

| Pobreza | Pobreza | Pobreza | Pobreza | Pobreza | Pobreza |
| ------- | ------- | ------- | ------- | ------- | ------- |
| 2007    | 2008    | 2009    | 2010    | 2011    | 2012    |
| 27%     | 28%     | 26%     | 27%     | 27%     | 27%     |

| Crecimiento del PIB | Crecimiento del PIB | Crecimiento del PIB | Crecimiento del PIB | Crecimiento del PIB | Crecimiento del PIB |
| ------------------- | ------------------- | ------------------- | ------------------- | ------------------- | ------------------- |
| 2007                | 2008                | 2009                | 2010                | 2011                | 2012                |
| 8,8%                | 5,3%                | -3,2%               | -1,5%               | 4,2%                | 5,6%                |

### Política energética

#### Crisis energética de 2009-2013
El 31 de julio de 2007 Hugo Chávez aprueba el Decreto-Ley N° 5.330 que crea la Corporación Eléctrica Nacional (Corpoelec) con el objetivo de servir como eje de las demás compañías de energía eléctrica. Desde finales de 2009, Venezuela sufrió una profunda crisis energética que obligó al gobierno a aplicar el racionamiento eléctrico en todo el territorio venezolano, excepto en la capital, Caracas, donde se aplicó un programa de ahorro energético con penalizaciones. El detonante de esta crisis fue una profunda sequía ocasionada por el fenómeno climático de El Niño, que afectó a los embalses del sistema hidroeléctrico del país. Chávez también responsabilizó a la población por la disparidad entre la oferta y la demanda eléctrica, acusándolos de "derrochar" energía. Por su parte, la oposición venezolana responsabilizó al gobierno de Chávez por la crisis, acusándolo de no haber realizado las inversiones necesarias para seguir el ritmo de crecimiento de consumo eléctrico del país, así como de haber descuidado la infraestructura eléctrica.
Chávez anunció que en el 2010 se instalarían plantas eléctricas con una capacidad de generación total de 6 GW, aunque posteriormente la meta fue reducida a 1.45 GW, con el objetivo de resolver el problema de déficit eléctrico definitivamente. El 10 de junio, el racionamiento eléctrico fue suspendido debido a la recuperación de los embalses por el inicio de la temporada de lluvias, y para no interrumpir la transmisión de la Copa Mundial de Fútbol de 2010. Por esas fechas la crisis eléctrica no había concluido, aunque de acuerdo al gobierno de Chávez «ya pasó lo peor». La crisis eléctrica fue uno de los factores que contribuyeron en la caída del PIB venezolano de 5.8%, en el primer trimestre de 2010. La crisis energética provocó la caída de la producción del aluminio en 2009 cuando fue obligada a apagarse 360 celdas por la crisis de electricidad en el país.

#### Explosión en la refinería de Amuay

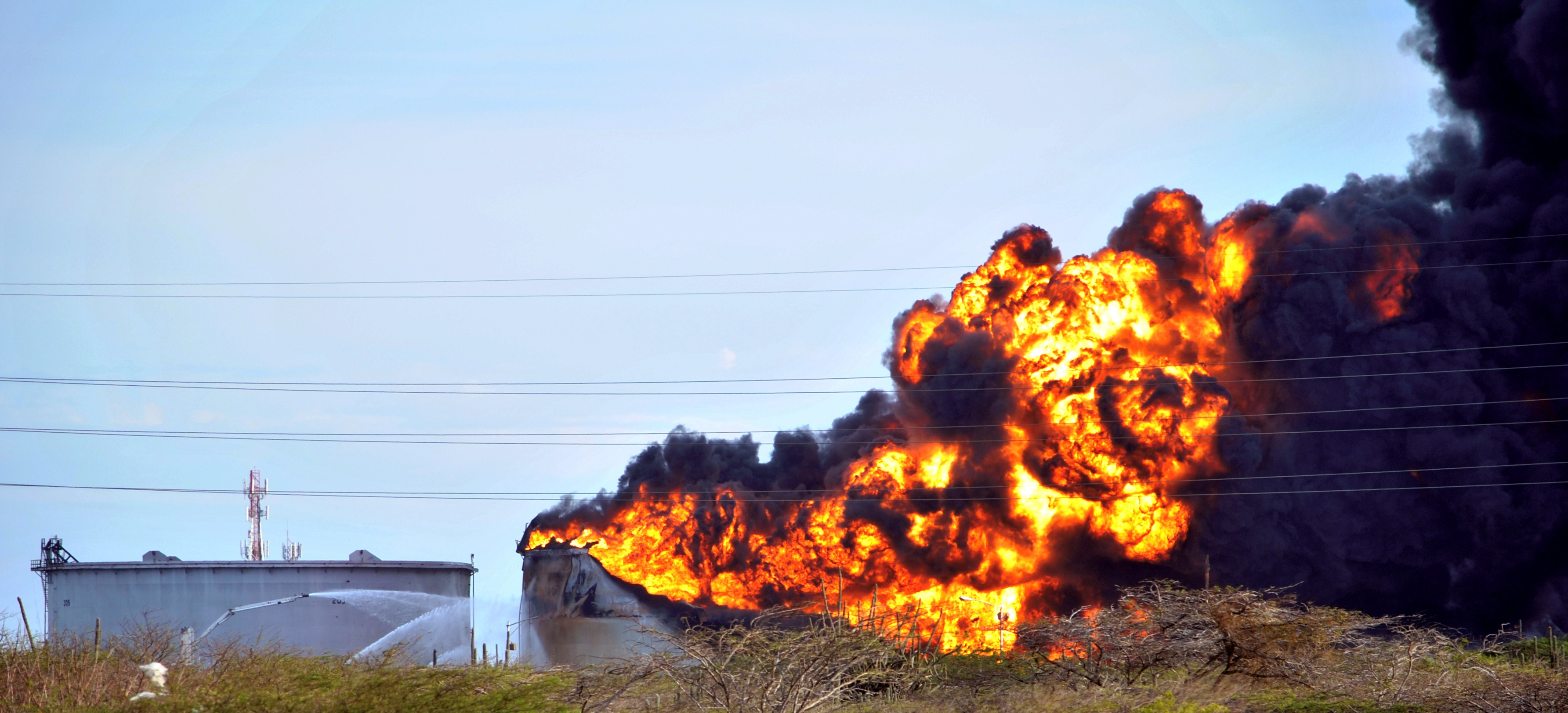
Tanque de hidrocarburo siendo enfriado con espuma por cañones de alta presión.

La tragedia de Amuay fue un desastre ocurrido el 25 de agosto de 2012 en esa refinería ubicada en la costa occidental de la península de Paraguaná, municipio Los Taques del estado Falcón, en Venezuela, que causó 55 muertos y 156 heridos. Chávez viajó hasta el sitio a visitar a los heridos y apoyar a los afectados, en su visita exclamo "...la función debe continuar...". Un año antes había ocurrido la explosión en CAVIM.

### Política electoral
El Partido Socialista Unido de Venezuela (PSUV) ganó la mayoría de las gobernaciones y alcaldías en las elecciones regionales de 2008 y 2012, pero perdió la mayoría absoluta que tenía en la Asamblea Nacional (AN) tras la vuelta de la oposición a unas elecciones parlamentarias desde las elecciones del 2000, controlando la AN con una mayoría simple para el período 2010-2015.
Mientras ostentaba la mayoría absoluta en la AN, en 2009 el presidente Chávez despojó de su mandato constitucional como alcalde del municipio Libertador a su opositor, Antonio Ledezma, legislando la Ley Especial sobre la Organización y Régimen del Distrito Capital, que facultaría a otra persona con las competencias, los bienes y el presupuesto de la alcaldía, tras perder la única alcaldía de Caracas que gobernaba el chavismo.

#### Elecciones regionales de 2008
Chávez se involucró directamente en este proceso electoral, que se realizó el 23 de noviembre de 2008 donde se eligieron a los gobernadores de los estados, alcaldes de los municipios y a los legisladores de los Consejos Legislativos Estatales, todos los cargos optaron para el período 2008-2012.
Con excepción de los estados Zulia, Miranda y Nueva Esparta, el oficialismo consiguió la mayoría en todos los consejos legislativos (20 de 23 parlamentos regionales, incluidos dos donde el gobernador electo es opositor (Táchira y Carabobo).
El PSUV obtuvo la victoria en 17 gobernaciones de los 22 estados en disputa (77% de las gobernaciones) además de vencer en el municipio más poblado: Libertador del Distrito Capital lo que lo consolidó como el partido más votado a nivel nacional. Tomando en cuenta los resultados individuales de los partidos, el PSUV fue la organización con más votos en todos los estados del país exceptuando Zulia, donde Un Nuevo Tiempo fue el más votado.
En cuanto a alcaldías, el PSUV ganó aproximadamente el 80% de las municipios del país (más de 265 alcaldías) mejorando su resultado del 2004. Con este resultado del 23 de noviembre el partido de gobierno pasó a controlar 19 entidades federales (17 estados de esta contienda + Amazonas y el Distrito Capital) de las 24 en las que se divide político-administrativamente Venezuela.

#### Elecciones legislativas de 2010

Composición de la Asamblea Nacional (2010-2015): en rojo el PSUV, surgido del MVR.

Las elecciones parlamentarias de Venezuela de 2010 fueron celebradas el domingo 26 de septiembre del 2010 para elegir a los diputados de la Asamblea Nacional.para su III legislatura, en el marco del quinquenio constitucional 2011-2016, debiendo suceder a los diputados de la II legislatura, elegida en las elecciones pasadas, el cual estaba de culminar su mandato constitucional de cinco años. 
Esta es la primera elección que se realizó estando en vigencia la nueva Ley Orgánica de Procesos Electorales, aprobada por la Asamblea Nacional en 2009, implementando por primera vez desde 1998, bajo la constitución de 1999, el sistema de voto paralelo, escogiéndose 52 escaños mediante el sistema de representación proporcional, y 110 escaños por escrutinio uninominal mayoritario, formándose circunscripciones electorales según la base poblacional de 1,1% de población total del país. No obstante, está definido que todas las entidades federales venezolanas deben elegir como mínimo tres diputados; adicionalmente se eligen tres diputados adicionales, en representación a los pueblos indígenas, dentro de tres circunscripciones especiales. En total, 165 diputados, dos diputados menos que en la elección de 2005. Además, se eligieron los doce representantes venezolanos para el Parlamento Latinoamericano, bajo el sistema de representación proporcional.
La participación fue de 66.45%, casi el triple que en la última elección legislativa, cuando la oposición al chavismo se abstuvo de participar, alegando "falta de garantías". Desde entonces, el chavismo mantuvo control total del parlamento, y una de sus metas fue conservar esta mayoría cualificada, lo que significaba conservar al menos 110 diputados.
La coalición gobernante PSUV-PCV obtuvo la mayoría absoluta, 98 de los 165 escaños, aunque pierde la mayoría cualificada de 2/3, que mantenía desde el 2005. Por su parte, la oposición, agrupada bajo la coalición Mesa de la Unidad Democrática, obtuvo 33 diputados menos que el chavismo, aunque la diferencia en votos entre ambas fuerzas fue inferior al 1%. También destaca el bloque independiente de Patria Para Todos que obtuvo dos diputados y cuya importancia recae en que ese partido podría apoyar o evitar la aprobación de leyes habilitantes que requieran de las 3/5 partes de la Asamblea, es decir, la mayoría absoluta de 99 diputados; en 2012 este partido se unió a Mesa de la Unidad, pero debido a una sentencia del TSJ la dirección del partido quedó a cargo de Rafael Uzcátegui quien decidió apoyar a Hugo Chávez en la elección presidencial de 2012; sin embargo los dos diputados obtenidos se unieron a las filas de la oposición. Añadiendo así a la Mesa de la Unidad un total de 67 diputados.

#### Elecciones presidenciales de 2012
En las elecciones presidenciales de Venezuela para el período 2013-2019 que se llevaron a cabo el domingo 7 de octubre de 2012 en Venezuela, el presidente Hugo Chávez fue reelecto para un tercer mandato consecutivo. Según datos del CNE Hugo Chávez obtuvo 8 185 120 votos, que representan un 55,08%, mientras que su rival Henrique Capriles alcanzó 6 583 426, un 44,30%. Chávez logró la victoria en todos los estados y el Distrito Capital con excepción de los estados Táchira y Mérida. Chávez realizó campaña en medio de dificultades por su estado de salud. Henrique Capriles reconoció los resultados y pidió respeto para la oposición.

#### Elecciones regionales de 2012

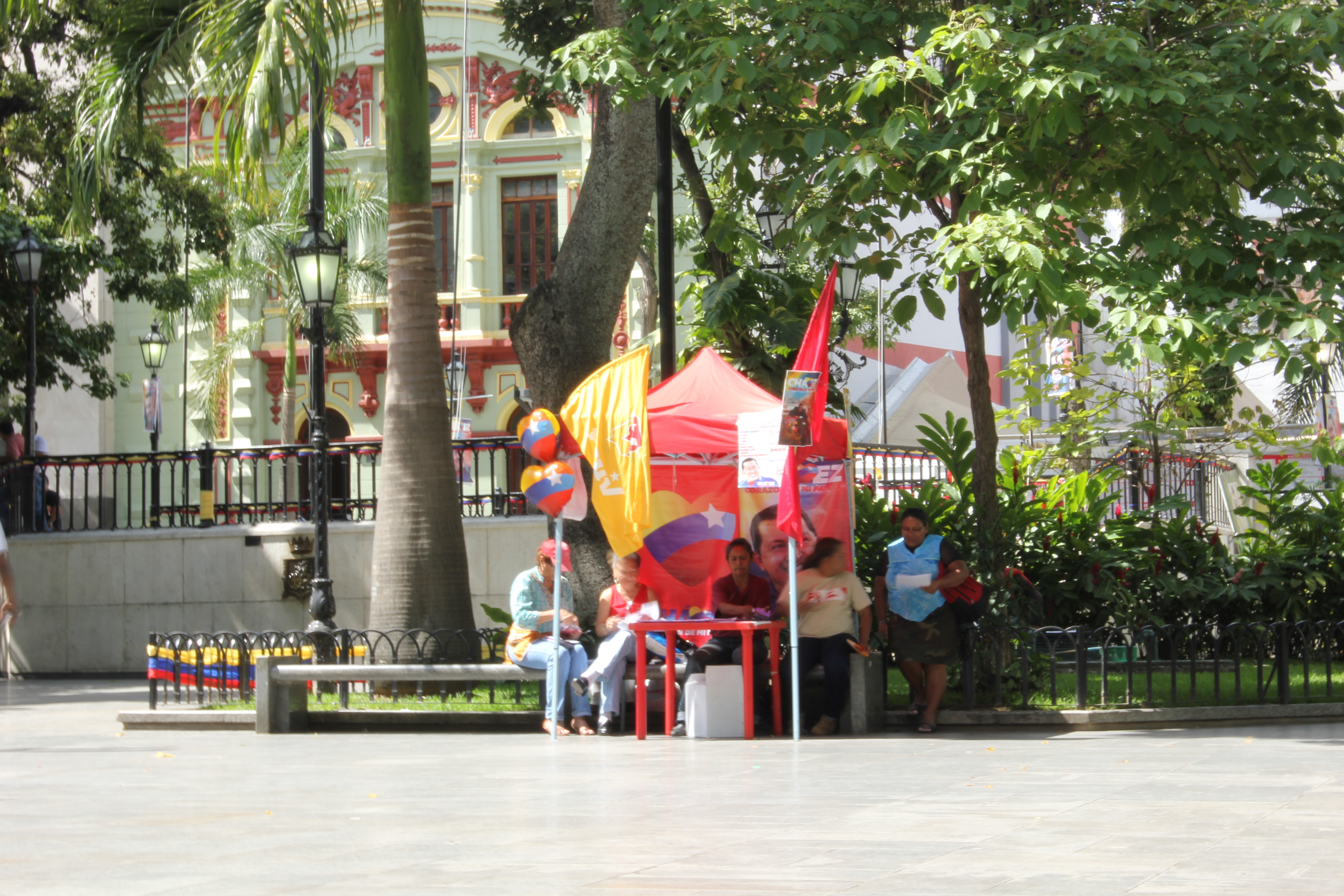
"Punto Rojo" de simpatizantes chavistas en 2012.

La última elección realizada con Chávez en vida se realizó el domingo 16 de diciembre de 2012, cuando se eligieron a los gobernadores de cada entidad federal y a los legisladores a los Parlamentos de éstas, optando para el período 2012-2016. Los resultados oficiales reflejaron una victoria del PSUV, partido del presidente Hugo Chávez, en 20 de 23 gobernaciones de estado (ejecutivo estadal) y mayoría parlamentaria en 22 de 23 consejos legislativos estadales (legislativo estadal). La oposición por su parte mantuvo 3 gobernaciones y 1 consejo legislativo (Amazonas). Henrique Capriles el líder de la oposición mantuvo la gobernación de Miranda. Estas fueron las primeras elecciones regionales venezolanas en las que el presidente Chávez no pudo hacer campaña por sus candidatos desde 1998, dado su estado de salud.

### Política en medios de comunicación

#### Fin de la concesión de RCTV

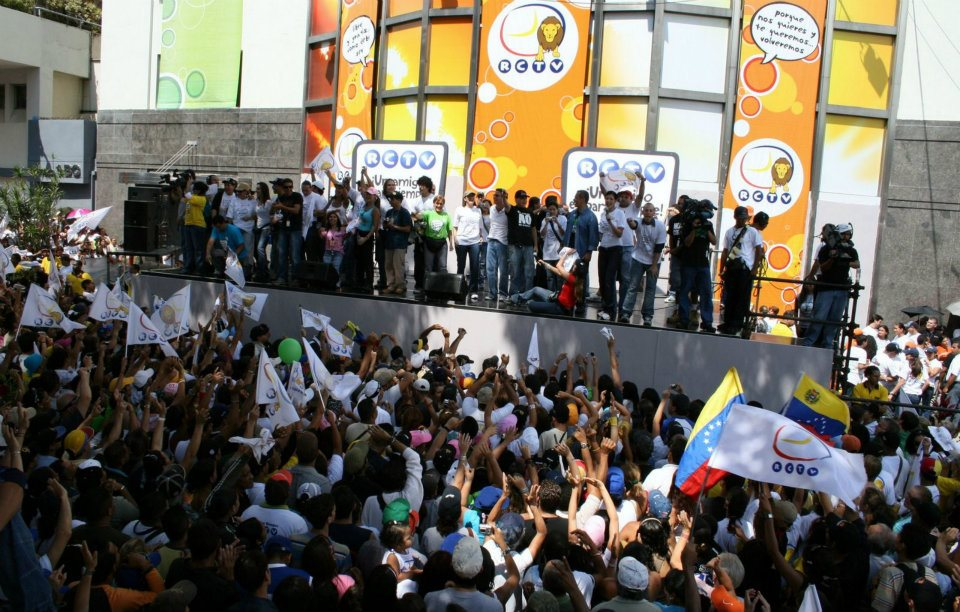
Manifestación en contra del cierre de RCTV frente al edificio del canal en Caracas

El 28 de diciembre de 2006, Chávez informó que no renovaría la concesión de transmisión del canal de televisión RCTV, con fecha de vencimiento el 27 de mayo de 2007, por lo que la señal debía levantar su programación ese día. Según Chávez, la razón de no renovar la concesión de RCTV fue debido a su papel en el golpe de Estado de 2002 que llevó a su breve derrocamiento, y a la posición que asumió el canal durante el paro petrolero, llegando incluso a calificarlo de "canal golpista de televisión". Esto conllevó a diversas manifestaciones populares, sobre todo de estudiantes universitarios y periodistas que no estuvieron de acuerdo con el cierre. 
El 21 de mayo de 2007, cientos de periodistas y estudiantes manifestaron en las calles de Caracas portando una bandera con la leyenda "S.O.S. Libertad de Expresión", 4 días más tarde, el 25 de mayo, estudiantes de la Universidad Católica Andrés Bello, de la Universidad Simón Bolívar y de la Universidad Central de Venezuela participaron en marchas contra la posición del gobierno. Miles de personas participaron durante los días sucesivos en manifestaciones a favor y en contra de RCTV. A partir del 27 de mayo de 2007 RCTV solo puede transmitir por cable.

### Política social
Los consejos comunales son «grupos sociales» en Venezuela que permiten «ejercer directamente la gestión de las políticas públicas y proyectos orientados a responder a las necesidades y aspiraciones de las comunidades» con la finalidad de construir una «sociedad de equidad y justicia social», según la legislación venezolana. En 2009 la Ley Orgánica de Consejos Comunales fue publicada la Gaceta Oficial de Venezuela N° 39335.

### Política en educación

#### Conflicto con el Movimiento estudiantil
El 24 de septiembre de 2009 inicia una huelga de hambre de estudiantes en Venezuela por un grupo de entre 12 estudiantes de la Universidad de Oriente para protestar en contra de la detención del estudiante Julio César Rivas, arrestado por manifestarse en contra de la nueva Ley de Educación. En el transcurso de los días, se sumaron a la huelga estudiantes universitarios de Caracas y de al menos siete estados, protestando por la situación de los presos políticos en el país y solicitando la visita de una delegación de la Comisión Interamericana de Derechos Humanos para constatarla, algo a lo que el gobierno de Hugo Chávez se había negado desde 2003. La huelga alcanzó la cifra de al menos 172 participantes al finalizar, entre Caracas y otras ciudades del país.
Los estudiantes levantaron la huelga de hambre el 30 de septiembre luego de que el secretario general de la Organización de Estados Americanos, José Miguel Insulza, apoyara la iniciativa de la visita y ofreciera recibir a una delegación de estudiantes en Washington D. C. Además de la liberación de Julio César Rivas con medidas cautelares.
Inspirado en esto en 2010 Franklin Brito inició una huelga de hambre debido a una disputa de propiedad de terrenos que fueron expropiados, sus demandas nunca fueron atendidas y terminó muriendo de inanición el 30 de agosto de 2010 siendo el primer venezolano en la historia en morir en huelga de hambre. Al año siguiente uno de los trabajadores de Petróleos de Venezuela Jesús Malavé también murió mientras realizaba una de hambre, desde el mes de enero, un grupo de extrabajadores iniciaron una huelga, ellos solicitaban el reenganche y la cancelación de reivindicaciones laborales.

### Política agraria
El 8 de diciembre de 2010, el presidente de Venezuela, Hugo Chávez, anunció en cadena de radio y televisión una serie de medidas para enfrentar la emergencia por lluvias en varios estados del país. Dio la orden para iniciar las expropiaciones en el Sur del Lago de Maracaibo, sobre unas 43 fincas que totalizan 20.200 hectáreas en la zona, asegurando que se trata de la lucha contra el latifundio; las notificaciones del INTI en los predios incautados indican razones de interés público. 

### Política en alimentación

#### Compra de acciones del grupo Casino
El 21 de enero de 2010 se produce la expropiación de las cadenas de supermercados CADA y Éxito por parte del gobierno venezolano por supuesta especulación, a través de un decreto publicado en la Gaceta Oficial N° 39.351.  En febrero el gobernante venezolano anunció que aceptó una propuesta del Grupo francés Casino y comprará el 80 % de su paquete accionarial en la empresa Cativen y propietaria de los expropiados hipermercados Éxito y de la cadena de automercados Cada. Mal asesorado, Chávez tuvo que llegar a un arreglo con los franceses que se quedaran con el 20%, así se tendrá una empresa mixta con mayoría estatal.
Por un error de información por parte del ministro Eduardo Samán sobre los verdaderos propietarios (creyendo que estaba relacionado con la empresa colombiana Éxito), el estado tuvo que pagar 690 millones de dólares a sus propietarios franceses para evitar roces diplomáticos. Lo que empezó como una expropiación terminó como una negociación de compra de acciones.

#### Caso PDVAL

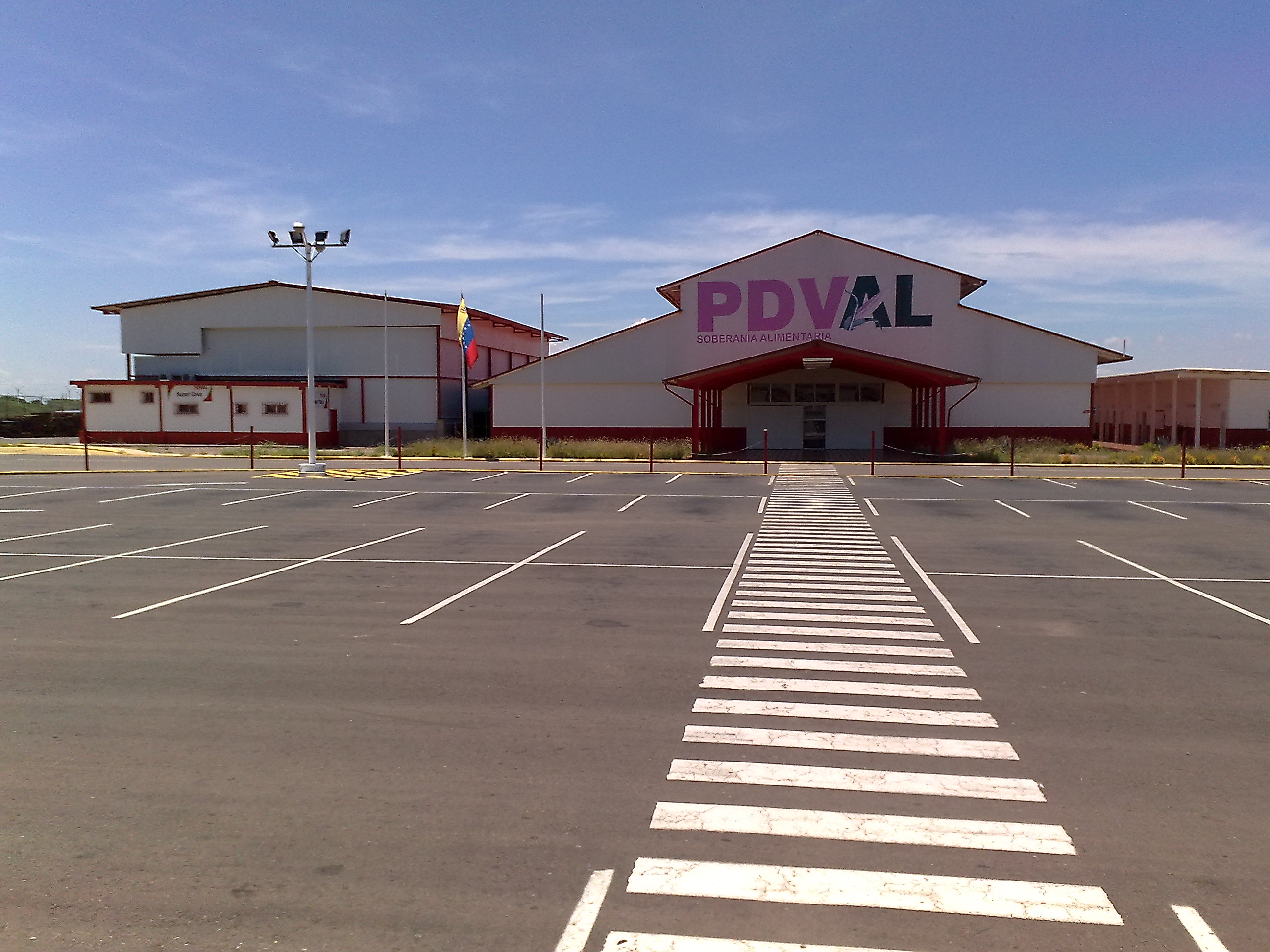
Establecimiento de PDVAL en la Comunidad Cardón

A finales de mayo de 2010, se descubrieron unas 130 000 toneladas de alimentos, cifras oficiales, pertenecientes a la empresa estatal PDVAL, con la fecha de caducidad alcanzada. Estos alimentos se encontraban dentro de contenedores almacenados en diversas partes de Venezuela, y generaron fuertes críticas desde los sectores adversos al presidente Chávez. De acuerdo a informes internos de PDVAL, la empresa importó cinco veces la cantidad de alimentos que era capaz de distribuir en 2008; además, los puertos venezolanos también colapsaron al no poder manejar esta carga; y diversos organismos públicos involucrados en el proceso de importación de alimentos no llevaron a cabo los trámites burocráticos necesarios a la velocidad requerida. Hasta el momento, a tres exgerentes le han sido levantado cargos por este hecho.
La oposición acusó al gobierno de Chávez de ser ineficiente y de intentar esconder a los «verdaderos» culpables; criticó el hecho de que Bariven, la empresa que importó la comida, no tenía experiencia en el manejo de alimentos; y que se consultó a asesores del gobierno de Cuba, quienes recomendaron adquirir las cantidades finales. Aunque Chávez calificó el episodio de «grave», también aseguró que la cantidad de alimentos vencidos era «ínfima» en comparación con la cantidad distribuida por PDVAL desde su creación en 2007. También acusó a sus opositores de intentar utilizar este incidente para obtener ganancias políticas en las elecciones parlamentarias de 2010.

### Política en seguridad

#### Aumento del crimen

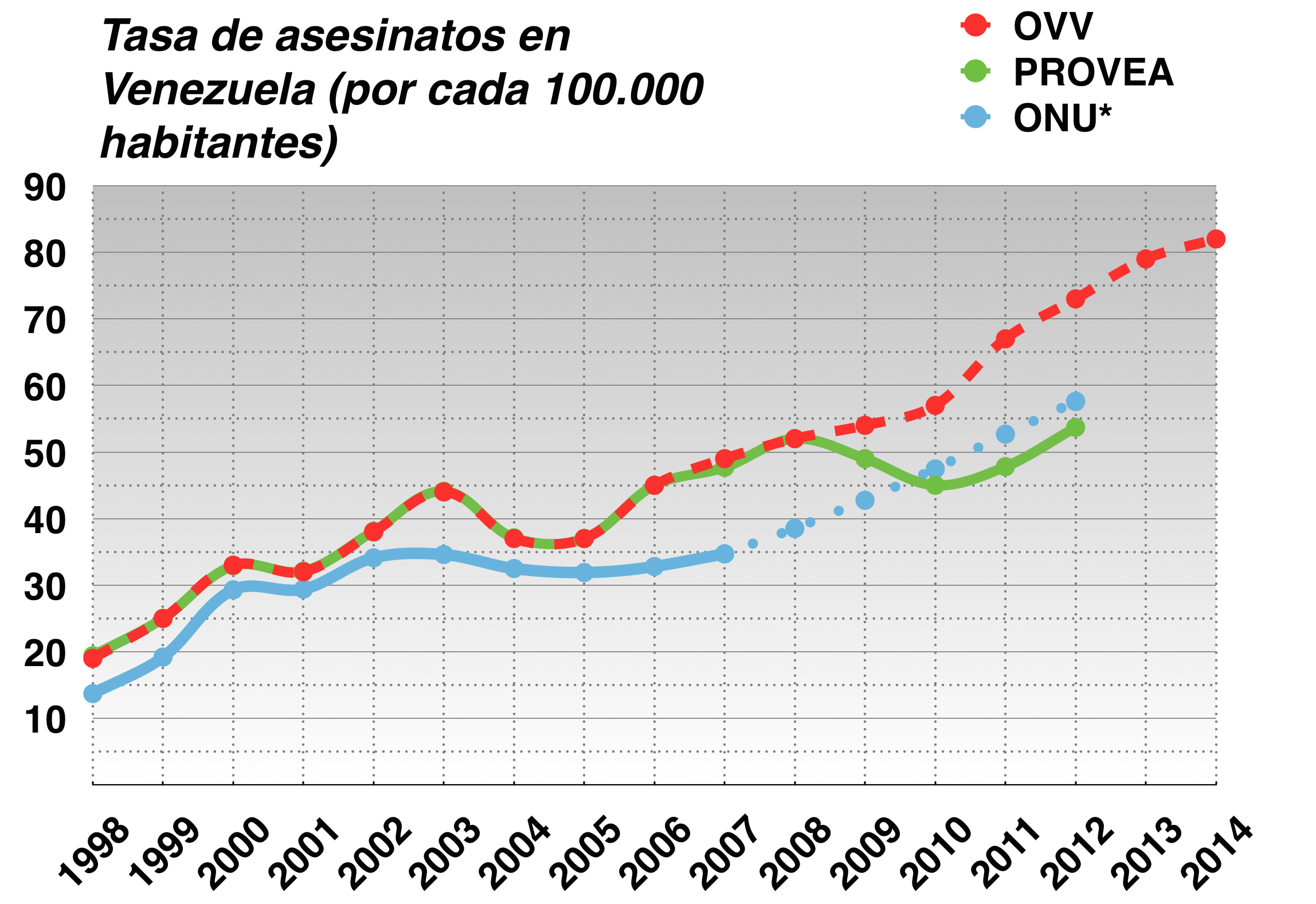
Tasa de asesinatos (asesinatos por 100,000 habitantes) desde 1998 hasta 2013. Fuente: OVV, PROVEA, ONU * La línea de la ONU entre 2007 y 2012 son datos proyectados.

De acuerdo con Gareth A. Jones y Dennis Rodgers en su libro violencia juvenil en América Latina: Una perspectiva de pandillas y justicia de menores, la tasa de homicidios de acuerdo a cifras de PROVEA en 1990 fue de 13 por 100.000 y aumentó a 25 por 100.000 en 1999. Jones y Rodgers continúan afirmando que "con el cambio de régimen político en 1999 y el inicio de la Revolución bolivariana, comenzó un período de transformación y conflicto político, marcada por un nuevo aumento en el número y tasa de muertes violentas" que muestran que en cuatro años, el índice de asesinatos había aumentado a 44 por 100.000.
En 2010, Simón Romero, del New York Times utilizó datos proporcionados por OVV y el grupo Iraq Body Count argumentando que el número de muertos de Venezuela de la década anterior era similar a la cantidad de muertes en la de la guerra de Irak y en ciertos períodos, inclusive habían ocurrido más muertes de civiles. La metodología usada por el OVV ha sido objeto de escrutinio, algunos analistas comentan que el grupo Iraq Body Count ofrece "una medida inexacta de la magnitud" de la cifra real de muertos en Irak.
Los secuestros pasaron de 44 en 1999 a 1150 en 2011, y varias de las megabandas criminales del país empezaron a formarse en este periodo. Según datos del Observatorio Venezolano de Conflictividad Social, en el 2012 se registraron un promedio de 15 protestas por día, para un total aproximado de 5.483, marcando un nuevo récord en la historia moderna venezolana.

#### Crisis carcelaria
A partir del año 2009 se inicia el lanzamiento del Operativo Bicentenario de Seguridad seguido del operativo Madrugonazo al Hampa en el año 2011. Esto se tradujo en un incremento de la población penitenciaria pasando de 32.624 en 2009 a 48.602 en 2011. El 26 de julio de 2011 se crea el Ministerio del Poder Popular para el Servicio Penitenciario para hacer frente a la crisis a cargo de Iris Varela desde su conformación.
Según la ONG local denominada “Observatorio de Prisiones Venezolano”, durante la primera mitad del año 2012 los enfrentamientos entre pandillas rivales dejaron un saldo de 304 muertos, cifra equivalente a un 15% de incremento en relación con el año anterior. En agosto de 2012 comenzó el Motin carcelario de Yare en el complejo de la prisión Yare I, una superpoblada prisión en Venezuela, el 20 de agosto de 2012 que tuvo lugar cuando prisioneros armados que se encontraban alojados se amotinaron e iniciaron un tiroteo entre dos grupos rivales, resultando en la muerte de 25 personas, una de las cuales era una persona que estaba de visita. Entre los heridos durante el incidente se encontraban 29 presos y 14 visitantes. El 25 de enero de 2013 ocurrió un motín carcelario en Uribana de la ciudad venezolana de Barquisimeto, capital del estado Lara. Los informes extraoficiales indicaban que por lo menos 63 personas murieron y que más de 120 resultaron heridas.

## Política exterior

### Colombia

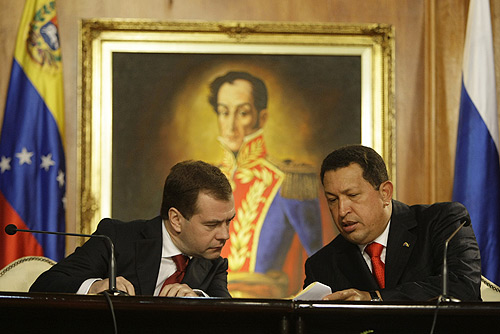
Dmitri Medvédev y Hugo Chávez en 2008.

Se refiere a la crisis diplomática surgida entre los gobiernos de los presidentes Álvaro Uribe de Colombia y Hugo Chávez de Venezuela por la supuesta presencia en territorio venezolano de miembros del grupo guerrillero de las Fuerzas Armadas Revolucionarias de Colombia (FARC) y el Ejército de Liberación Nacional (ELN). Las supuestas pruebas fueron presentadas ante una sesión extraordinaria de la Organización de los Estados Americanos (OEA) en Washington D. C. el 22 de julio de 2010. Tras la intervención de los embajadores de ambos países, el presidente Chávez anunció la ruptura de las relaciones diplomáticas de Venezuela con Colombia. Para tratar de solventar la crisis, Colombia y Venezuela acordaron ir a foros regionales como la Organización de Estados Americanos (OEA) y la Unión de Naciones Suramericanas (UNASUR).

### Israel

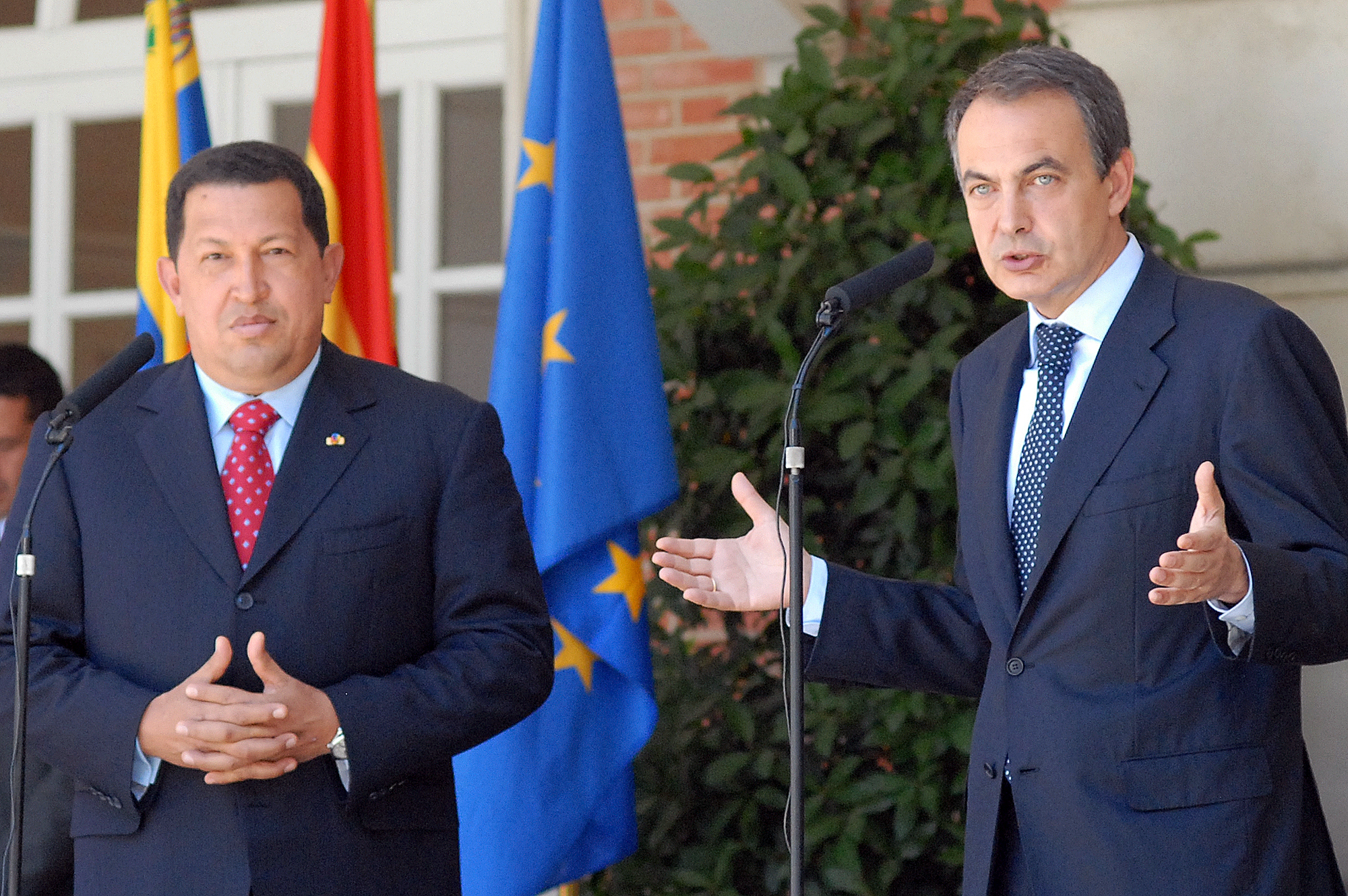
Chávez en La Moncloa junto con José Luis Rodríguez Zapatero en julio de 2008

Tras una serie de condenas públicas del presidente Hugo Chávez contra el ataque israelí sobre franja palestina de Gaza, Venezuela rompió relaciones con Israel, expulsando al embajador israelí en Caracas. La noche del 31 de enero, un grupo de 15 personas fuertemente armado sometió y amordazó a dos vigilantes de la sinagoga, permaneciendo por al menos cinco horas, destrozando objetos del judaísmo y pintando las paredes con grafitis antisemitas y antisionistas, pidiendo la expulsión de los judíos del país. El gobierno de Israel responsabilizó directamente a Chávez del atentado. Durante la presidencia de Chávez la mayor parte de los judíos en Venezuela salieron del país, en 2010 Chávez maldijo a Israel en cadena nacional.

### Organismos multilaterales

#### Mercosur
La candidatura de Venezuela al Mercosur venía siendo bloqueada por el Partido Colorado en Paraguay, pero tras la suspensión de Paraguay en el organismo por la crisis política relativa a la destitución de Fernando Lugo, Venezuela finalmente fue admitida en el organismo el 31 de julio de 2012.